# Ясна Поляна (Шипуновський район)
Я́сна Поля́на (рос. Ясная Поляна) — селище у складі Шипуновського району Алтайського краю, Росія. Входить до складу Білоглазовської сільської ради.

## Населення
Населення — 332 особи (2010; 411 у 2002).
Національний склад (станом на 2002 рік):
- росіяни — 95 %